# Labeyrie (Pyrénées-Atlantiques)
Labeyrie település Franciaországban, Pyrénées-Atlantiques megyében. Lakosainak száma 106 fő (2022. január 1.). Labeyrie Bassercles, Castelner, Hagetaubin, Lacadée, Saint-Médard és Sault-de-Navailles községekkel határos.

## Népesség
A település népességének változása:
| Lakosok száma | 112  | 121  | 127  | 123  | 119  | 115  | 111  | 108  | 106  |
|               | 2013 | 2015 | 2016 | 2017 | 2018 | 2019 | 2020 | 2021 | 2022 |